# Liga Mediterránea de fútbol
La Liga Mediterránea de fútbol, también llamada Liga del Mediterráneo, y de manera oficial Liga Levante-Cataluña o Liga Valencia-Cataluña fue una competición futbolística disputada en España entre clubes de Cataluña, Valencia y Murcia, aún bajo control del Gobierno, durante la guerra civil española. Debido al parón que sufrieron las competiciones oficiales a causa del estallido de la Guerra, las federaciones catalana y levantina decidieron crear esta competición para que no cesase la actividad de los clubes profesionales de las respectivas regiones. En 1938 el bando sublevado aísla Cataluña del resto de la zona republicana y se hace imposible la disputa de una segunda Liga Mediterránea.

## Reivindación de oficialidad
En 2007 a petición del grupo parlamentario de Izquierda Unida-Iniciativa por Cataluña se aprobó una proposición no de ley por la que se instaba a la Real Federación Española de Fútbol a reconocer como oficiales los resultados de las competiciones deportivas de 1937.
En 2009, el presidente del FC Barcelona, Joan Laporta, manifestó públicamente que el club estudiaba la posibilidad de solicitar a la Real Federación Española de Fútbol la oficialidad de este título y su reconocimiento como una edición más del Campeonato Nacional de Liga. Extraoficialmente, la Federación manifestó que no reconocería como título oficial de Liga el torneo del Mediterráneo ya que "no fue organizado por nosotros".

## Historia
Tras el inicio de la Guerra Civil la disputa de una nueva temporada de la Primera División se hizo imposible. Aun así, en los territorios bajo control del Gobierno, se siguieron disputando campeonatos regionales.  Se organizó el Campeonato Superregional, de Levante que disputaban Valencia FC, Cartagena FC, Gimnástico FC, Levante FC, Murcia FC y Hércules FC. Por su parte la Federación Catalana de Fútbol organizaba el Campeonato de Cataluña, en el que participaban FC Barcelona, CD Español, Gerona FC, Granollers SC, CS Sabadell FC y FC Badalona. El Madrid FC y el Athletic de Madrid pidieron ser incluidos en el campeonato catalán, pero fueron rechazados por el FC Barcelona.
Las autoridades republicanas organizaron la Liga Mediterránea como alternativa al campeonato nacional de Liga. En un principio debían disputarla 12 equipos, los 6 que disputaban el campeonato de Levante y los 6 del campeonato catalán, pero el Hércules FC, el Murcia FC y el Cartagena FC no se inscribieron al ser sus ciudades bombardeadas. Para completar el cupo de cuatro la Federación Levantina incluye al Athletic de Castellón, un equipo amateur de la ciudad de Castellón de la Plana. La Federación Catalana inscribió a cuatro clubes, dejando fuera al CS Sabadell FC y al FC Badalona.
A pesar de que Madrid aún estaba bajo control del Gobierno ni el Madrid FC ni el Athletic de Madrid participaron en la Liga Mediterránea. El porqué de esto es aún objeto de debate, se aduce a divisiones internas y a la cercanía del frente a Madrid. [cita requerida]

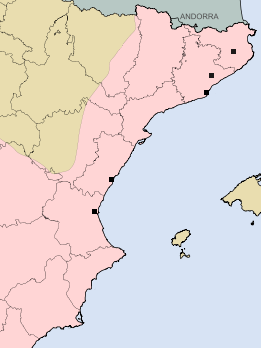
Localización de los equipos.

## Equipos participantes
- Federación Levantina:
  - Athletic Club de Castellón
  - Gimnástico Foot-ball Club
  - Levante Foot-ball Club
  - Valencia Foot-ball Club

- Federación Catalana:
  - Foot-ball Club Barcelona
  - Club Deportivo Español
  - Gerona Foot-ball Club
  - Granollers Sport Club

## Clasificación
|  |    | Equipos de fútbol     | PJ | G | E | P | GF | GC | Dif | Pts |
|  | -- | --------------------- | -- | - | - | - | -- | -- | --- | --- |
|  | 1. | FC Barcelona          | 14 | 7 | 6 | 1 | 27 | 15 | +12 | 20  |
|  | 2. | CD Español            | 14 | 8 | 3 | 3 | 30 | 20 | +10 | 19  |
|  | 3. | Gerona FC             | 14 | 6 | 5 | 3 | 27 | 18 | +9  | 17  |
|  | 4. | Valencia FC           | 14 | 7 | 3 | 4 | 32 | 23 | +9  | 17  |
|  | 5. | Levante FC            | 14 | 5 | 6 | 3 | 30 | 18 | +12 | 16  |
|  | 6. | Gimnástico FC         | 14 | 3 | 4 | 7 | 18 | 31 | -13 | 10  |
|  | 7. | Granollers SC         | 14 | 2 | 4 | 8 | 17 | 36 | -19 | 8   |
|  | 8. | Athletic de Castellón | 14 | 0 | 5 | 9 | 7  | 27 | -20 | 5   |

Pts = Puntos; PJ = Partidos Jugados; G = Partidos Ganados; E = Partidos Empatados; P = Partidos Perdidos; GF = Goles Anotados; GC = Goles Recibidos; Dif = Diferencia de gol

## Resultados
| Casa/Fuera            | BAR | ESP | GER | VAL | LEV | GIM | GRA | ACC |
| --------------------- | --- | --- | --- | --- | --- | --- | --- | --- |
| FC Barcelona          |     | 2-0 | 0-0 | 3-2 | 2-1 | 5-1 | 2-0 | 3-0 |
| CD Español            | 1-1 |     | 6-3 | 0-2 | 2-0 | 1-0 | 3-0 | 3-0 |
| Gerona FC             | 2-0 | 2-2 |     | 4-0 | 1-0 | 2-0 | 4-1 | 3-0 |
| Valencia FC           | 3-3 | 4-3 | 2-1 |     | 0-1 | 4-0 | 6-0 | 2-1 |
| Levante FC            | 3-3 | 2-2 | 3-1 | 3-3 |     | 2-2 | 7-0 | 0-0 |
| Gimnástico FC         | 1-1 | 2-3 | 1-1 | 2-1 | 1-6 |     | 2-1 | 3-0 |
| Granollers SC         | 1-2 | 2-3 | 2-2 | 2-2 | 1-1 | 1-0 |     | 4-0 |
| Athletic de Castellón | 0-0 | 0-1 | 1-1 | 0-1 | 0-1 | 3-3 | 2-2 |     |

### Jornada a jornada
Jornada 1
| 31 de enero de 1937 | FC Barcelona | 3:2 | Valencia FC | Camp de Les Corts, Barcelona |  |

| 31 de enero de 1937 | Athletic de Castellón | 0:1 | CD Español | Campo del Sequiol, Castellón de la Plana |  |

| 31 de enero de 1937 | Granollers SC | 1:1 | Levante FC | Municipal Carrer Girona, Granollers |  |

| 31 de enero de 1937 | Gimnástico FC | 1:1 | Gerona FC | Estadio de Vallejo, Valencia |  |

Jornada 2
| 7 de febrero de 1937 | CD Español | 3:0 | Granollers SC | Estadio de Sarriá, Barcelona |  |

| 7 de febrero de 1937 | Gerona FC | 2:0 | FC Barcelona | Campo de Vista Alegre, Gerona |  |

| 7 de febrero de 1937 | Levante FC | 2:2 | Gimnástico FC | Camp de La Creu, Valencia |  |

| 7 de febrero de 1937 | Valencia FC | 2:1 | Athletic de Castellón | Estadio de Mestalla, Valencia |  |

Jornada 3
| 14 de febrero de 1937 | FC Barcelona | 3:0 | Athletic de Castellón | Camp de Les Corts, Barcelona |  |

| 14 de febrero de 1937 | Gerona FC | 1:0 | Levante UD | Campo de Vista Alegre, Gerona |  |

| 14 de febrero de 1937 | Granollers SC | 2:2 | Valencia FC | Municipal Carrer Girona, Granollers |  |

| 18 de febrero de 1937 | Gimnástico FC | 2:3 | CD Español | Campo de Vallejo, Valencia |  |

Jornada 4
| 21 de febrero de 1937 | CD Español | 6:3 | Gerona FC | Estadio de Sarriá, Barcelona |  |

| 21 de febrero de 1937 | Levante FC | 3:3 | FC Barcelona | Camp de La Creu, Valencia |  |

| 21 de febrero de 1937 | Athletic de Castellón | 2:2 | Granollers SC | Campo del Sequiol, Castellón de la Plana |  |

| 21 de febrero de 1937 | Valencia FC | 4:0 | Gimnástico FC | Estadio de Mestalla, Valencia |  |

Jornada 5
| 28 de febrero de 1937 | Gerona FC | 4:0 | Valencia FC | Campo de Vista Alegre, Gerona |  |

| 28 de febrero de 1937 | FC Barcelona | 2:0 | Granollers SC | Camp de Les Corts, Barcelona |  |

| 28 de febrero de 1937 | Levante FC | 2:2 | CD Español | Camp de la Creu, Valencia |  |

| 28 de febrero de 1937 | Gimnástico FC | 3:0 | Athletic de Castellón | Estadio de Vallejo, Valencia |  |

Jornada 6
| 7 de marzo de 1937 | CD Español | 1:1 | FC Barcelona | Estadio de Sarriá, Barcelona |  |

| 7 de marzo de 1937 | Granollers SC | 1:0 | Gimnástico FC | Municipal Carrer Girona, Granollers |  |

| 7 de marzo de 1937 | Athletic de Castellón | 1:1 | Gerona FC | Campo del Sequiol, Castellón de la Plana |  |

| 7 de marzo de 1937 | Valencia FC | 0:1 | Levante FC | Estadio de Mestalla, Valencia |  |

Jornada 7
| 14 de marzo de 1937 | CD Español | 0:2 | Valencia FC | Estadio de Sarriá, Barcelona |  |

| 14 de marzo de 1937 | Gimnástico FC | 1:1 | FC Barcelona | Estadio de Vallejo, Valencia |  |

| 14 de marzo de 1937 | Gerona FC | 4:1 | Granollers SC | Campo de Vista Alegre, Gerona |  |

| 14 de marzo de 1937 | Levante FC | 0:0 | Athletic de Castellón | Camp de La Creu, Valencia |  |

Jornada 8
| 21 de marzo de 1937 | CD Español | 3:0 | Athletic de Castellón | Estadio de Sarriá, Barcelona |  |

| 21 de marzo de 1937 | Gerona FC | 2:0 | Gimnástico FC | Campo de Vista Alegre, Gerona |  |

| 21 de marzo de 1937 | Levante FC | 7:0 | Granollers SC | Camp de la Creu, Valencia |  |

| 21 de marzo de 1937 | Valencia FC | 3:3 | FC Barcelona | Estadio de Mestalla, Valencia |  |

Jornada 9
| 28 de marzo de 1937 | Granollers SC | 2:3 | CD Español | Municipal Carrer Girona, Granollers |  |

| 28 de marzo de 1937 | Athletic de Castellón | 0:1 | Valencia FC | Campo del Sequiol, Castellón de la Plana |  |

| 28 de marzo de 1937 | Gimnástico FC | 1:6 | Levante FC | Estadio de Vallejo, Valencia |  |

| 1 de abril de 1937 | FC Barcelona | 0:0 | Gerona FC | Camp de Les Corts, Barcelona |  |

Jornada 10
| 4 de abril de 1937 | CD Español | 1:0 | Gimnástico FC | Estadio de Sarriá, Barcelona |  |

| 4 de abril de 1937 | Athletic de Castellón | 0:0 | FC Barcelona | Campo El Sequiol, Castellón de la Plana |  |

| 4 de abril de 1937 | Levante FC | 3:1 | Gerona FC | Camp de La Creu, Gerona |  |

| 4 de abril de 1937 | Valencia FC | 6:0 | Granollers SC | Estadio de Mestalla, Valencia |  |

Jornada 11
| 11 de abril de 1937 | FC Barcelona | 2:1 | Levante FC | Camp de Les Corts, Barcelona |  |

| 11 de abril de 1937 | Gerona FC | 2:2 | CD Español | Campo de Vista Alegre, Gerona |  |

| 11 de abril de 1937 | Granollers SC | 4:0 | Athletic de Castellón | Municipal Carrer Girona, Granollers |  |

| 11 de abril de 1937 | Gimnástico FC | 2:1 | Valencia FC | Estadio de Vallejo, Valencia |  |

Jornada 12
| 18 de abril de 1937 | CD Español | 2:0 | Levante FC | Estadio de Sarriá, Barcelona |  |

| 18 de abril de 1937 | Granollers SC | 1:2 | FC Barcelona | Municipal Carrer Girona, Granollers |  |

| 18 de abril de 1937 | Athletic de Castellón | 3:3 | Gimnástico FC | Campo del Sequiol, Castellón de la Plana |  |

| 18 de abril de 1937 | Valencia FC | 2:1 | Gerona FC | Estadio de Mestalla, Valencia |  |

Jornada 13
| 24 de abril de 1937 | Gimnástico FC | 2:1 | Granollers SC | Estadio de Vallejo, Valencia |  |

| 25 de abril de 1937 | FC Barcelona | 2:0 | CD Español | Camp de Les Corts, Barcelona |  |

| 25 de abril de 1937 | Gerona FC | 3:0 | Athletic de Castellón | Campo de Vista Alegre, Gerona |  |

| 25 de abril de 1937 | Levante FC | 3:3 | Valencia FC | Camp de La Creu, Valencia |  |

Jornada 14
| 2 de mayo de 1937 | FC Barcelona | 5:1 | Gimnástico FC | Camp de Les Corts, Barcelona |  |

| 2 de mayo de 1937 | Valencia FC | 4:3 | CD Español | Estadio de Mestalla, Valencia |  |

| 2 de mayo de 1937 | Granollers SC | 2:2 | Gerona FC | Municipal Carrer Girona, Granollers |  |

| 2 de mayo de 1937 | Athletic de Castellón | 0:1 | Levante FC | Campo del Sequiol, Castellón de la Plana |  |